# Żywotówka
Żywotówka (ukr. Животівка) – wieś na Ukrainie w rejonie oratowskim należącym do obwodu winnickiego.

## Historia
… Bratkowski mieszkał w Żywotówce, której drugą częścią władał jego zięć Gruszczyński Kanut, dobry człowiek i rządny gospodarz.

## Dwór
- piętrowy dwór w części centralnej (koprus), wybudowany w XVIII w. przebudowany przez Piotra Markiewicza (zm. 1922), ojca Kazimierza Józefa Markiewicza i  córkę Wandę Malkiewiczową[4], córkę Antoniego Sebastiana Malkiewicza. Od frontu parterowy portyk z czterema kolumnami podtrzymującymi tympanon przed piętrową centralną częścią pałacu również z kolumnadą na piętrze zwieńczoną  trójkątnym frontonem, po bokach parterowe skrzydła[5].

## Urodzeni
- Franciszek Strzałko - urodził się we wsi, historyk sztuki i żołnierz.